# Hauseinführung

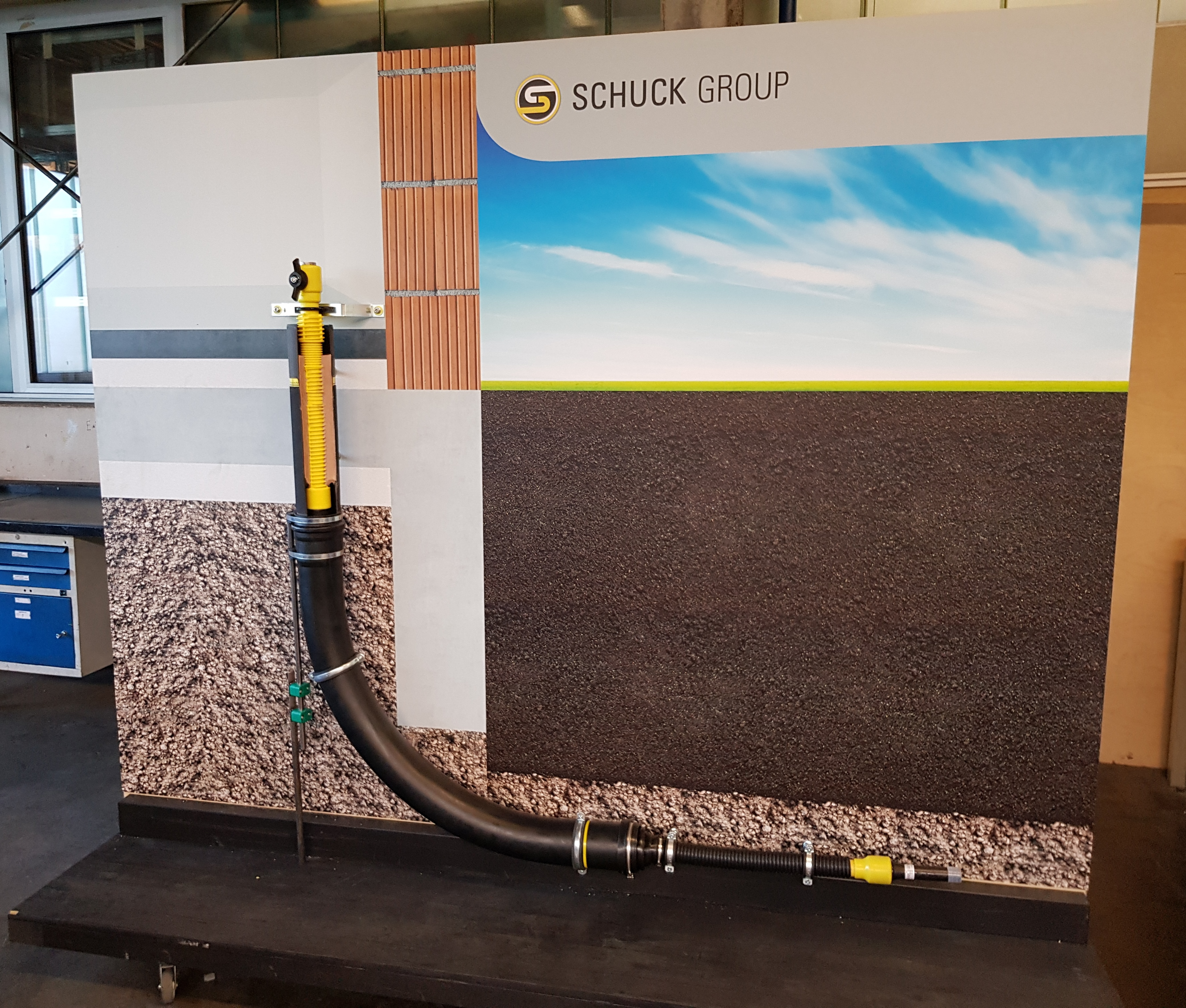
Schemabild Gashauseinführung durch die Bodenplatte für Gebäude ohne Keller

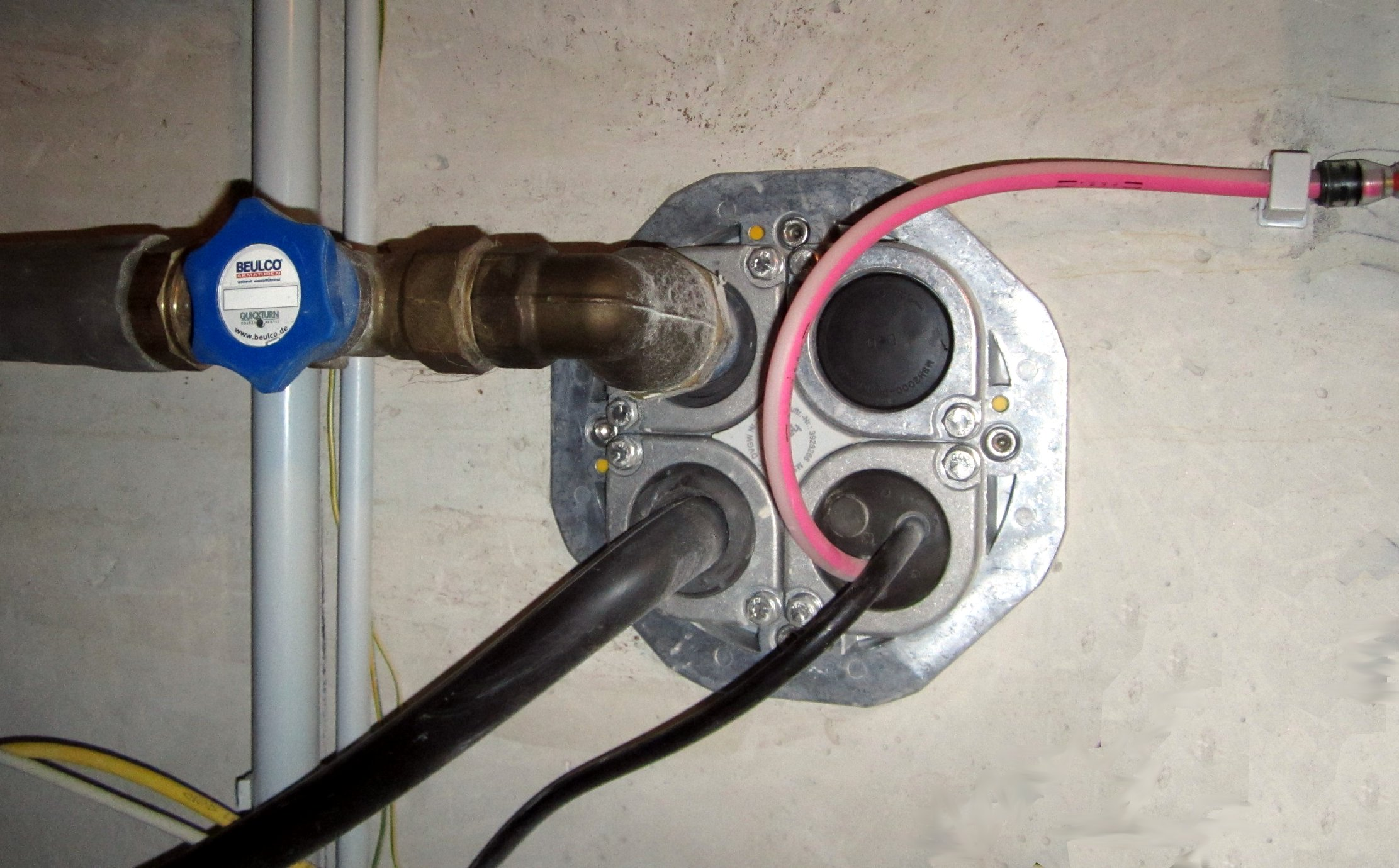
Mehrsparten-Hauseinführung mit Wasser, Strom, Telefon und Speedpipe für Glasfaser

Hauseinführungen dienen der Einführung von Versorgungs- und Telekommunikationsleitungen in ein Gebäude.
Hauseinführungen werden in Nordeuropa überwiegend als Mauerdurchführungen in der Keller- oder Erdgeschosswand vorgesehen, soweit diese unterhalb der Geländeoberfläche liegen. Bei nicht unterkellerten Gebäuden werden die Leitungen auch durch die Bodenplatte des Gebäudes geführt. In der Vergangenheit wurden Gasleitungen auch unmittelbar am Gebäude hoch- und dann oberhalb des Sockelbereichs ins Gebäude eingeführt. Elektrische Leitungen werden in weiten Teilen der Welt grundsätzlich, in Nordeuropa aber meist nur noch in ländlichen Gebieten oberirdisch eingeführt.
Hauseinführungen sind Bestandteil des Hausanschlusses und werden bei Neubauten meist gas- und wasserdicht ausgeführt (siehe dichte Rohrdurchführung).
Rohre von Abwasser oder Lüftungsleitungen können selber meist keine Setzungsbewegungen aufnehmen, so dass ein gelenkiger bzw. elastischer Anschluss an der Hauseinführung vorgesehen werden sollte.
Eine Sanierungskapsel ermöglicht es, einen Gas- oder Wasseranschluss zu erneuern, ohne erneut einen Graben zum Gebäude zu ziehen. Das neue Rohr wird dabei durch die bestehende Leitung geschoben.

## Deutschland

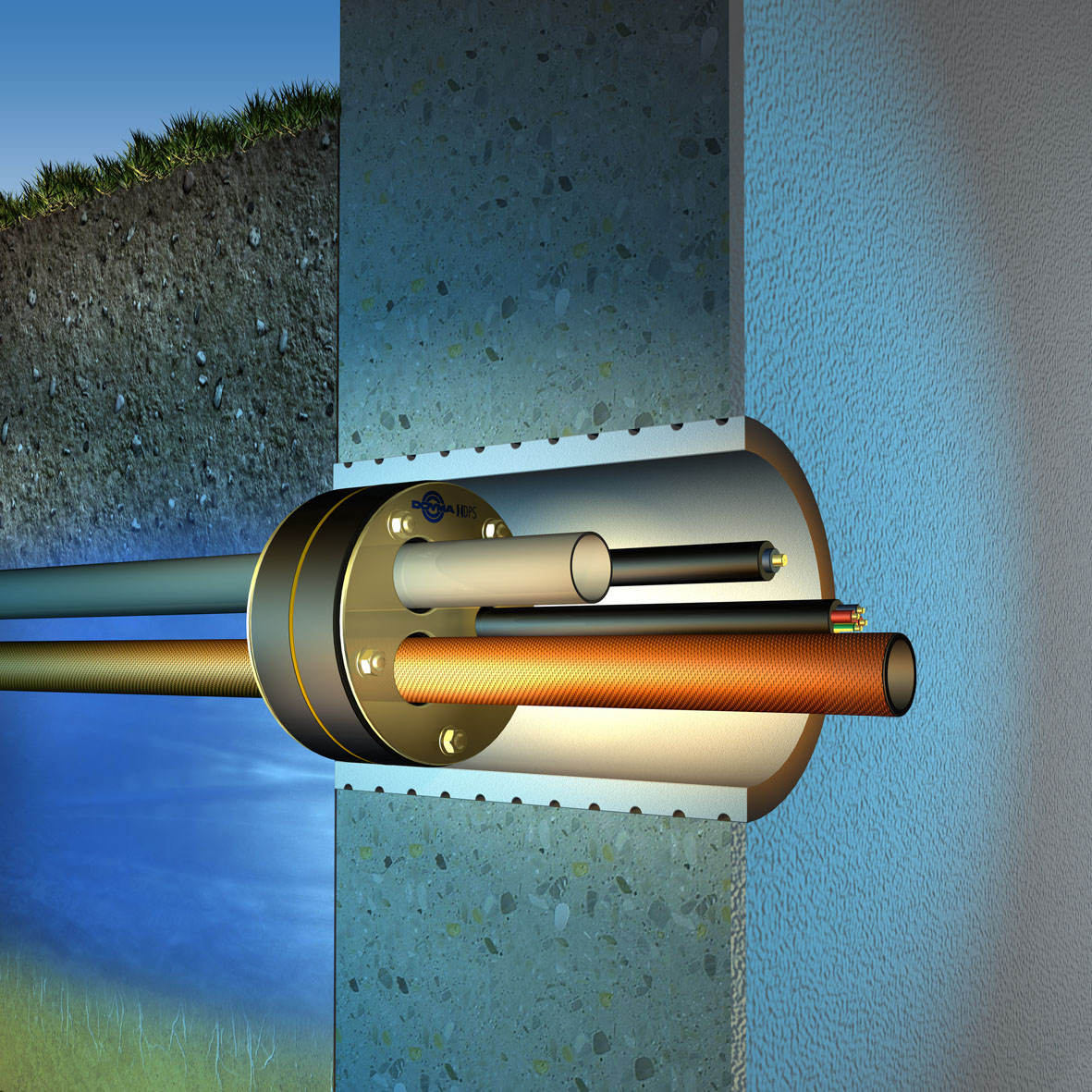
Ein Dichtungseinsatz für eine bereits im Beton eingegossene Mauerdurchführung. Beim Anziehen der Schraubenköpfe pressen die Metallscheiben die dazwischenliegenden Gummielemente zusammen, die dadurch nach innen und außen abdichten.

In geschlossenen Siedlungen ist es üblich geworden, sämtliche Leitungen für Gas (Gashauseinführung), Trinkwasser (Wasserhauseinführung), Fernwärme,  elektrischen Strom und Kommunikation (Telefon, TV usw.) so nah beieinander ins Gebäude einzuführen, dass die zugehörigen Übergabepunkte an einer gemeinsamen Hausanschlusswand, Hausanschlussnische oder einem gesonderten Hausanschlussraum zusammengefasst werden können.
Die DIN 1986-100 „Entwässerungsanlagen für Gebäude und Grundstücke“ verlangt im Abschnitt 5.1.3 die gas- und wasserdichte Durchführung von Abwasserleitungen durch Kellerwände.
Auswahl und Ausführung der Abdichtung erfolgten bislang nach der DIN 18195.
Die in der nicht mehr gültigen DIN 18195 beschriebenen Lastfälle 4 (Abdichtung gegen nicht drückendes Wasser) und 6 (Abdichtung gegen drückendes Wasser) werden seit 2017 in der DIN 18533 neu definiert und unterteilt in Wassereinwirkungsklassen. Generell ist zu beachten, dass die Hauseinführung keine Schwachstelle in der Gebäudeabdichtung darstellen darf und entsprechend der Wassereinwirkungsklasse der bestehenden oder vorgesehenen Gebäudeabdichtung ausgeführt werden muss.

## Varianten
Hauseinführungen werden unterschieden in Einzeleinführungen und in Mehrsparteneinführungen. Einzeleinführungen dienen der Einführung jeweils einer Sparte, zum Beispiel Gas, Wasser oder Strom. Mehrsparteneinführungen bündeln mehrere oder alle benötigten Rohre und Kabel für Strom, Telekommunikation, Trinkwasser sowie Gas oder Fernwärme und führen diese gemeinsam in das Gebäude ein.

## Einbau
Es wird zwischen Trocken- und Nasseinbau unterschieden. Während beim Trockeneinbau die Hauseinführung lösbar mit mindestens einem Gummipresselement zum Gebäude abgedichtet wird, wird beim Nasseinbau die Hauseinführung durch Verwendung eines aushärtenden Vergussmaterials fest und dauerhaft mit dem Gebäude verbunden.

Zusätzlich zur Abdichtung der Hauseinführung zur Wand oder Bodenplatte kann je nach Situation auch der Anschluss der Gebäudeabdichtung an die Hauseinführung relevant sein. Hierzu beschreibt z. B. die DIN 18533 unterschiedliche Anforderungen und Ausführungsarten.